# Felix (musicus)
Felix (pseudoniem van Francis Wright, Chelmsford, 15 februari 1973) is een Britse diskjockey en muziekproducent. Hij werd vooral bekend van het nummer Don't You Want Me uit 1992. Na een hele tijd van inactiviteit werd hij in 2015 weer actief vanuit Los Angeles.

## Biografie
Francis Wright raakte als tiener in de ban van housemuziek. In 1992 bracht hij het nummer Don't You Want Me uit op het label Hooj Choons. Dit is een gesamplede versie van het nummer Don't You Want My Love van de Amerikaanse groep Jomanda. De originele versie kreeg een bewerking door Rollo Armstrong en Red Jerry. In deze versie werd ook een melodie uit het nummer Evan van Jan Hammer gebruikt. Het nummer werd daarna door de Pet Shop Boys opgepikt in hun radioshow. Het nummer kreeg de interesse van het veel grotere DeConstruction-label. Een nieuwe uitgave op dit label groeide uit tot een wereldhit. Het haalde de derde plaats in de Nederlandse Top 40. Het nummer werd door DMC uitgeroepen tot housetrack van het jaar. Ook het nummer It will make me crazy bereikte de top 10. Er verscheen nog een album dat #1 als titel heeft. Daarna verdween Francis van de voorgrond. Hij maakte in de late jaren negentig deel uit van het duo Party Crashers. In 1996 was hij nog betrokken bij enkele tracks op het succesalbum Let No-One Live Rent Free In Your Head van Nicolette. Daarna verdween hij helemaal uit beeld. Het nummer Don't You Want Me blijft echter een eigen leven leiden en wordt meerdere malen gesampled en geremixt. David Guetta gebruikte samples uit dit nummer voor zijn remix van het nummer Sweat (2011) van Snoop Dogg.
In 2015 liet Wright weer van zich horen. Hij is verhuisd naar Los Angeles en heeft daar het DANCE FX-label opgericht. Op dit label brengt hij nieuwe tracks uit.

## Singles
| Single met eventuele hitnotering(en) in de Nederlandse Top 40 | Datum van verschijnen | Datum van binnenkomst | Hoogste positie | Aantal weken | Opmerkingen |
| ------------------------------------------------------------- | --------------------- | --------------------- | --------------- | ------------ | ----------- |
| Don't you want me                                             | 1992                  | 19-9-1992             | 3               | 11           |             |
| It will make me crazy                                         | 1992                  | 14-11-1992            | 8               | 10           |             |